# Pokémon XD: Gale of Darkness
Pokémon XD: Gale of Darkness, udgivet i Japan som Pokémon XD Yami no Kaze Dark Lugia (ポケモンXD 闇の旋風ダーク・ルギア Pokemon Ekkusudī Yami no Senpū Dāku Rugia, "Pokémon XD: Mørkehvirvelvind - Dark Lugia"), er et rollespil og en del af Pokémon-franchisen, udgivet til GameCube-konsollen. Det er en efterfølger til GameCube-spillet Pokémon Colosseum. Spillet foregår i Orre-regionen, den samme lokation som Pokémon Colosseum. Alle Game Boy Advance-Pokémon-spil kan forbindes for at bytte eller dyste.
Spillet har fået en blandet modtagelse af anmeldere, og en kritik der er gået igen har været ligheder med og genbrugte modeller fra Colosseum. Kommercielt har Pokémon XD været en succes, der har solgt over 1 million kopier siden dets udgivelse. Pokémon XD, sammen med Colosseum, genudgives på Nintendo Switch 2 via Nintendo Classics-tjenesten.

## Handling
Pokémon XD foregår i Orre-regionen fem år efter forgængeren Pokémon Colosseum. Den onde organisation Team Cipher er atter en gang begyndt at sprede frygt i regionen, og spilleren påtager rollen som den unge Træner Michael, der må redde regionen fra Team Cipher.
Spillet går ud på at fange "Shadow Pokémon" (Skygge-Pokémon) ved hjælp af et apparat kaldet "Snag machine", der tillader brugeren at fange andre menneskers Pokémon. Det er derefter spillerens mission at rense disse Shadow Pokémon, hvis hjertet er blevet lukket, og besejre den onde organisation, der udsætter Pokémon for disse rædsler.